# 65-й Венеційський кінофестиваль

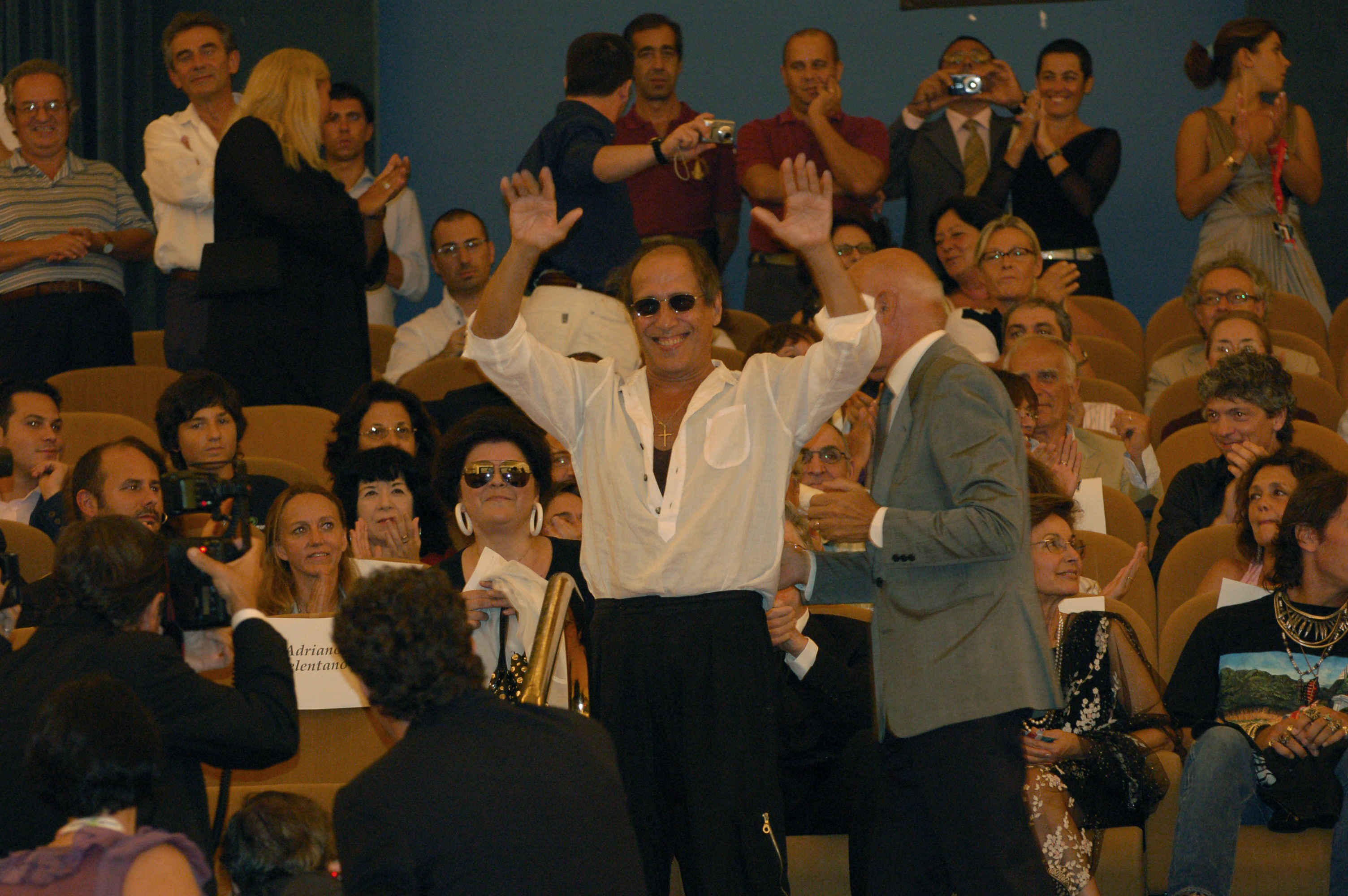
Адріано Челентано, спеціальний гість фестивалю

65-й Венеційський міжнародний кінофестиваль проходив в Венеції, Італія з 27 серпня по 6 вересня 2008 року. Журі під головуванням Віма Вендерса нагородило Золотим левом американську кінокартину Реслер, зняту Дарреном Аронофскі.

## Конкурсна програма
| Назва                                 | Режисер                             | Виробництво   |
| Ахіллес і черепаха                    | Такеші Кітано                       | Японія        |
| Інший                                 | Патрік Маріо Бернар і П'єр Трівідік | Франція       |
| Спостерігачі за птахами               | Марко Бечіс                         | Італія        |
| Палаюча рівнина                       | Гільєрмо Арріага                    | США           |
| Володар бурі (The Hurt Locker)        | Кетрін Бігелоу                      | США           |
| ІНДЗ: чудовисько в тіні               | Барбе Шредер                        | /             |
| Всередині країни                      | Тарік такий                         | /             |
| Еріх                                  | Крістіан Пецольд                    | Німеччина     |
| Собача ніч                            | Вернер Шретер                       | /             |
| Тато Джованні                         | Пупі Аваті                          | Італія        |
| Паперовий солдат                      | Олексій Герман-молодший             | Росія         |
| Прекрасний день                       | Ферзан Озпетек                      | Італія        |
| Пластикове місто                      | Ю Ліквай                            | /КНР/Гонконг/ |
| Рибка Поньо на кручі                  | Хаяо Міядзакі                       | Японія        |
| Рейчел виходить заміж                 | Джонатан Деммі                      | США           |
| Насіння розбрату                      | Паппі Корсікато                     | Італія        |
| Небесні блукачі (The Sky Crawlers)    | Мамору Осії                         | Японія        |
| Молоко (Süt)                          | Семіх Капланоглу                    | /             |
| Роса (Teza)                           | Хайле Геріма                        | /             |
| Вегас: засновано на справжній історії | Амір Надер                          | США           |
| Реслер                                | Даррен Аронофскі                    | США           |

## Офіційні нагороди
- Золотий лев за кар'єру — Ерманно Ольмі
- Золотий лев за найкращий фільм — Рестлер Даррена Аронофскі
- Срібний лев найкращому режисерові — Олексій Герман-молодший за фільм Паперовий солдат
- Спеціальний приз журі — Роса (Teza) Хайле Геріма
- Кубок Вольпі найкращому акторові — Сільвіо Орландо за фільм Тато Джованні
- Кубок Вольпі найкращій акторці — Домінік Блан за фільм Інший
- Премія Марчелло Мастроянні найкращому молодому актору чи акторці — Дженніфер Лоуренс за фільм Палаюча рівнина
- Озелла за найкращий технічний внесок — Алішер Хамідходжаєв і Максим Дроздов за фільм  Паперовий солдат
- Озелла за найкращий сценарій — Хайле Геріма за фільм Роса (Teza)
- Спеціальний Лев за загальний внесок у кіномистецтво — Вернер Шретер
- Лев Майбутнього Луїджі де Лаурентіса за найкращий дебют — Обід з нагоди Феррагосто Джанні Ді Грегоріо

### Горизонти
- Премія Горизонти — Меланхолія Лав Діаса
- Премія Горизонти Документ — Нижче рівня моря Джанфранко Розі
  - Спеціальна згадка — Озеро Філіпа Грандрьо
  - Спеціальна згадка — Ми Хуан Вен-Хая

### Короткометражне кіно
- Лев Короткометражки за найкращий короткометражний фільм — Земля і хліб Карлоса Армелля
- Премія UIP за найкращий європейський короткометражний фільм — Альтруїсти Коена Дежагера
- Спеціальна згадка — Обід Карчі Перлман